# MPX-Filter

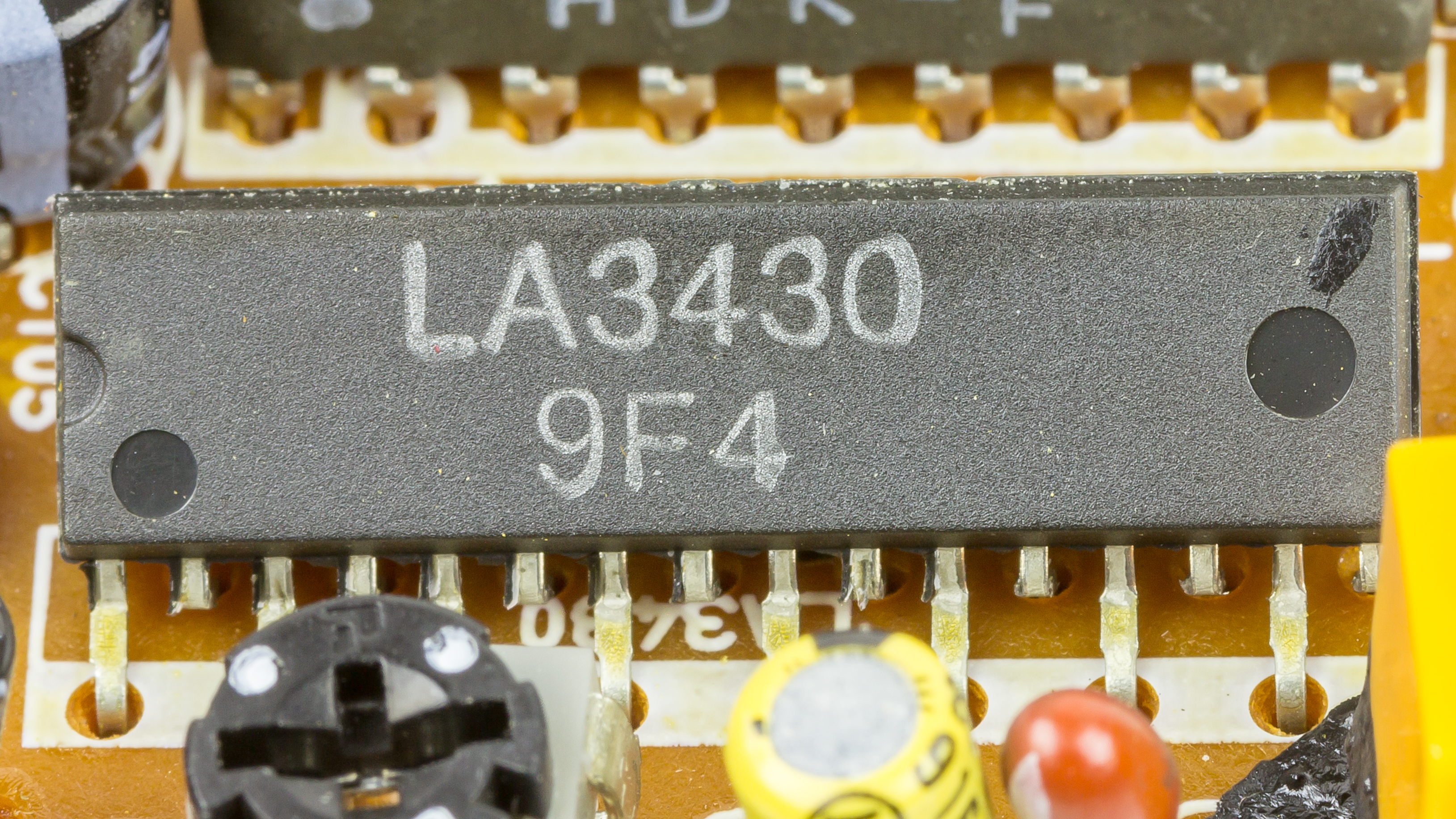
IC Sanyo LA3430 - PLL-FM-MPX-Stereo-Demodulator inkl. Pilotton

Das MPX-Filter ist ein an vielen Kassettenrekordern und Tonbandgeräten vorhandenes Kerbfilter, das wahlweise zugeschaltet werden kann. Alternativ kann es auch als Tiefpass (ab ca. 15 kHz) arbeiten.
Das Filter entfernt den 19-kHz-Pilotton sowie den 38-kHz-Hilfsträger eines FM-Stereo-Multiplexsignals und wird benötigt, wenn man mit dem Rekorder eine Aufnahme eines UKW-Senders von Antenne oder Kabel machen möchte, der Empfänger diese Frequenzen aber nicht hinreichend unterdrückt.
Die Abkürzung „MPX“ steht für „Multiplex“ und bezieht sich auf das zugrundeliegende Pilotton-Multiplexverfahren.
Die Filterung dieser Frequenzen ist für Kassettenrecorder wichtig, obwohl viele Menschen den 19 kHz-Ton nicht (mehr) hören können. Bei einer Aufnahme dieses Signals jedoch auf Magnetband würde dieser ständig vorhandene Pilotton für eine unnötige Magnetisierung des Bandes mit 19 kHz sorgen. Außerdem treten oft Intermodulationen von diesen beiden Signalen bzw. ihren Oberschwingungen mit der Löschfrequenz des Rekorders auf, was sich durch sehr störende Pfeiftöne bemerkbar macht.
Ohne ausreichende Ausfilterung des Pilottones kann auch die Funktion eines Rauschverminderungssystemes wie Dolby beeinträchtigt werden, da dieses den Pilotton als lautes, hochfrequentes Nutzsignal interpretiert. Der Einbau des MPX-Filters war für Geräte mit Dolby-Rauschverminderung verpflichtend; sofern kein entsprechender Schalter am Gerät vorhanden ist, ist das MPX-Filter immer aktiv.
Im Prinzip ist dieses Filter nur für die Aufnahme von FM-Stereo-Quellen relevant, und auch nur dann, wenn nicht bereits der Empfänger eine solche Filterung vornimmt, was insbesondere an technisch einfachen Geräten häufig vorkommt. Bei Aufnahmen von anderen Quellen, z. B. CDs, kann es theoretisch ausgeschaltet bleiben. Arndt Klingelnberg empfahl im Magazin HiFi-Stereophonie aber dennoch, das Filter üblicherweise aktiviert zu lassen, weil Frequenzen oberhalb von 15 kHz in der Natur kaum vorkommen und ohnehin nur von hochwertigen Kassettenrecordern bei Verwendung von Reineisenband sauber gespeichert werden können. Für die Wiedergabe von Kassetten spielt dieser Filter keine Rolle.